# 日本オートサンダル自動車

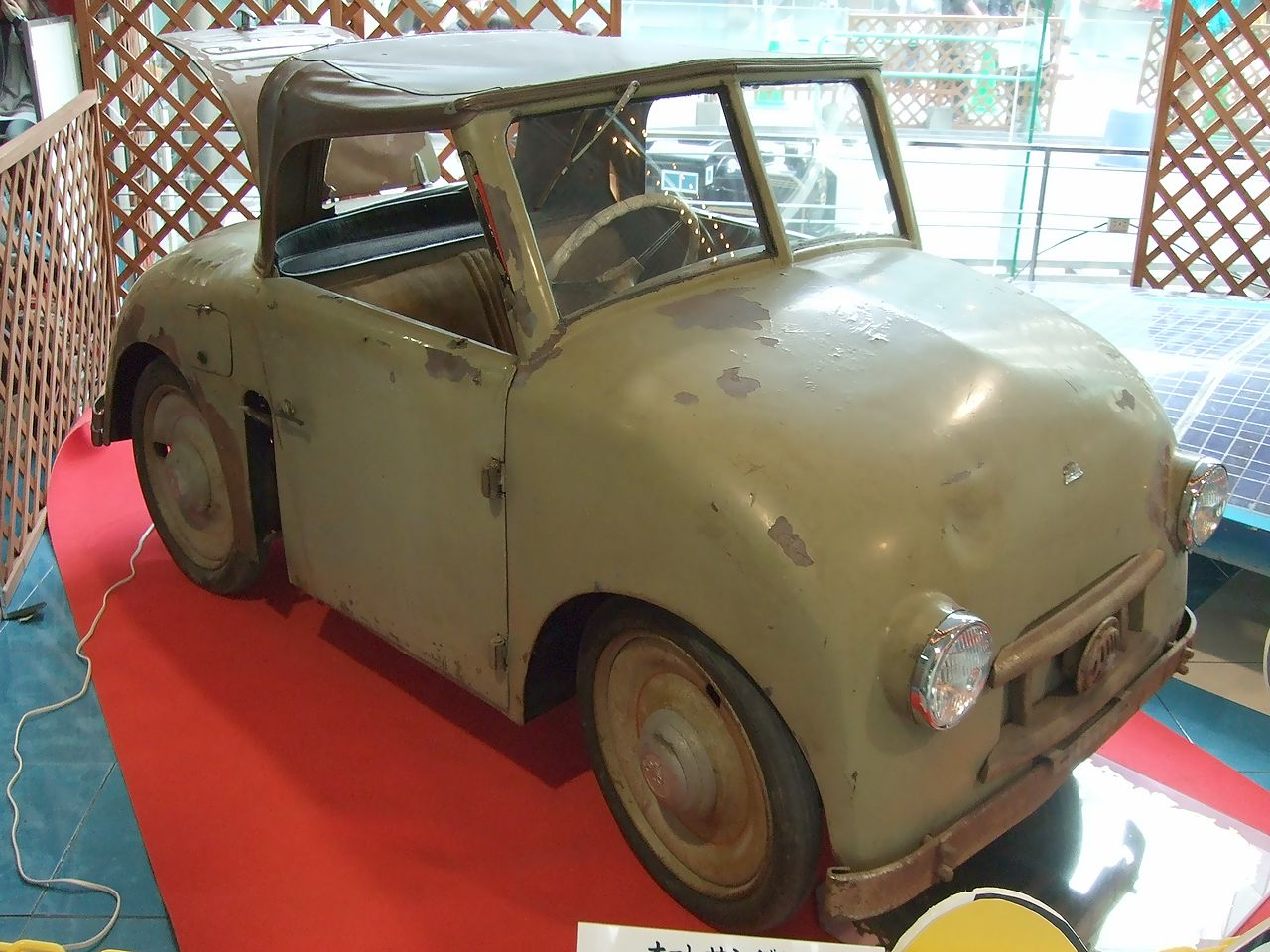
オートサンダルFS

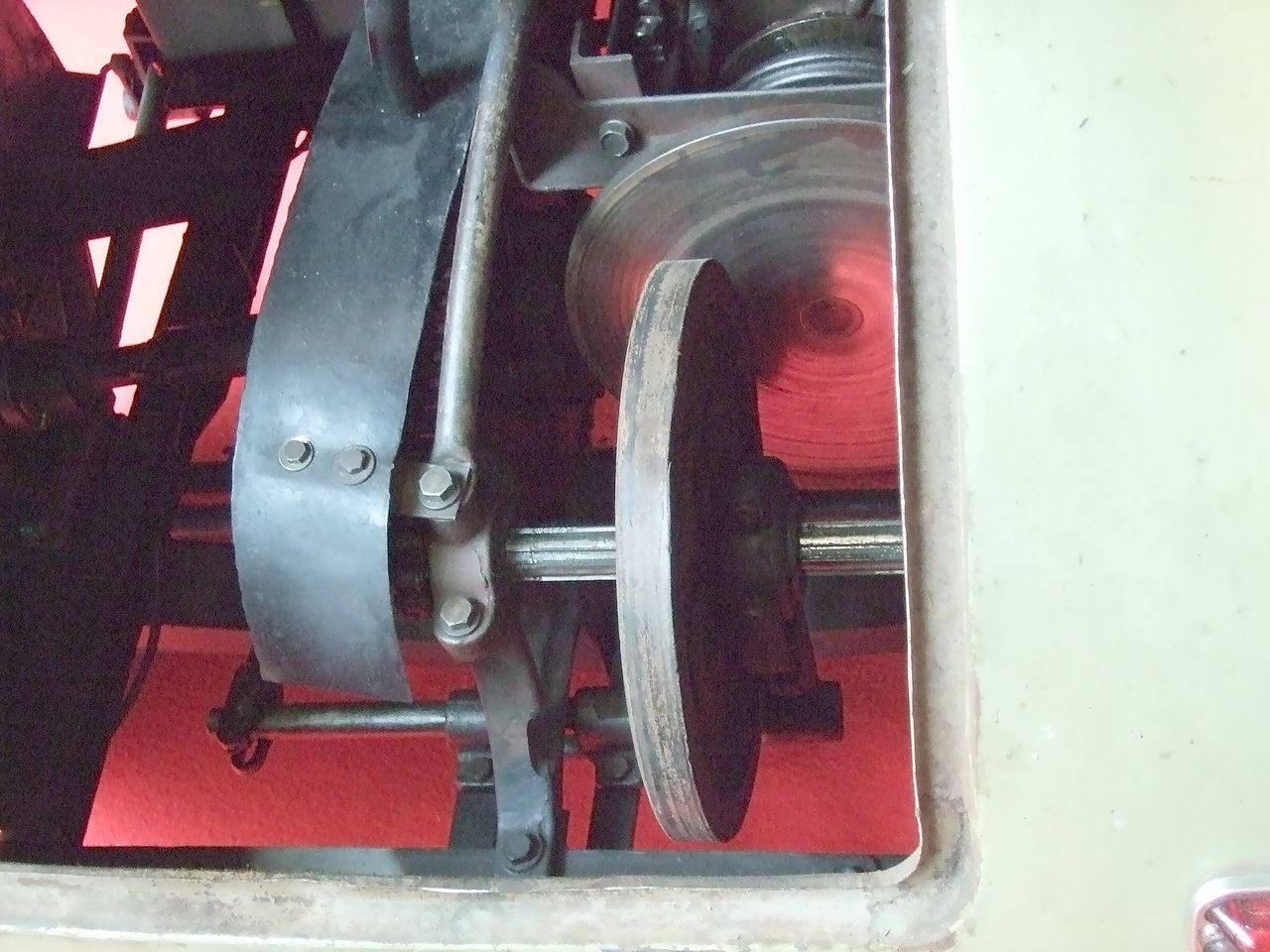
オートサンダルFSのフリクションドライブ方式の変速機回り。エンジンはこれより前方に置かれたミッドシップ構造

日本オートサンダル自動車（にほんオートサンダルじどうしゃ）とは1952年（昭和27年）から1954年（昭和29年）までの短期間に存在していた零細自動車メーカーである。本拠地を名古屋市に置いていた。
日本で初めて軽自動車規格の四輪車を製造したメーカーであるが、商業的には失敗に終わり、短期間活動するに留まった。

## オートサンダル
名古屋市在住の中野嘉四郎は、大正時代中期に自動車部品業界に身を投じ、30歳になる前の1926年時点では名古屋でのフォード車純正部品販売店を営む成功を収めたが、その傍らで自動車製造の野心を抱いていた。
1931年（昭和6年）から、個人企業「ヂャイアントナカノモーター」を経営し、オート三輪トラック「ヂャイアント号」を開発・製造した。ヂャイアント号は1937年（昭和12年）に帝国精機産業に製造移管（翌年同社が帝国製鋲に社名変更）、さらに戦後、愛知航空機の後身である新愛知起業 → 愛知機械工業に生産移管した。
中野が戦後の1951年（昭和26年）、自らの経営する中野自動車工業で開発・発売したのが、リアエンジン・リアドライブ2人乗りの「オートサンダル」であった。当時、戦後に日本にも出現したスクーターが「走る椅子」として世間に喧伝されていた向こうを張って、「走るサンダル」というべき軽便さを売りにした生活感溢れるネーミングである。
1951年（昭和26年）に完成したオートサンダル試作車は、リアのボンネットおよびフロントノーズ（トランク部分）が全体に円弧を描いた、おもちゃじみたスタイルで、デザイン以前のデザインと言うべきものであった。翌1952年（昭和27年）から市販を開始したモデルは、フロントノーズを高くし、ダミーグリルを与えるなどのリデザインでいくぶん自動車らしい形態を備えるようになっていた。ただしハンドメイドのため個体の仕様違いが多かったようで、写真のFS型実車はトランクリッドを持たない、試作車に近い形状である。フロントノーズの嵩上げは、フロントのトランクスペース確保のための策でもあった。
エンジンは、旧・三菱重工系の中日本重工業が定置動力・農業用などの汎用として製造した「セントラルコミパワーCE30」（空冷4ストローク・サイドバルブ単気筒348 cc　5 PS/2,700 rpm　「メイキエンジン」とも）を搭載した。二輪車では社外製エンジンをアッセンブリー式に搭載することが当たり前であった当時、三菱製エンジン搭載はむしろステータスと考えられていたようで、カタログにも堂々と「強力なエンジン」として紹介されていた。セルフスターターが無く、運転席側外板から露出したキックスターターを、車外で蹴り下ろしてエンジン始動させてから乗り込む必要があった。
変速機は当初、円盤2枚を組み合わせた原始的無段変速機のフリクションドライブ式だった。構造は簡単だが変速機内における摩擦・空転のロスが避けられないシステムである。フリクションドライブ車「FS型」はカタログスペックで車重390 kg、最高速度45 km/hとされた。全長2,280 mm、ホイールベース1,430 mmであるが、全長についてはハンドメイドボディの形状によって多少の差異があったものと見られる。
このフリクションドライブ仕様車はエンジン搭載位置が後車軸より前方にあるミッドシップ・レイアウトだったことが挙げられる。当時の日本にはそのような自動車用語が無く、またこのようなレイアウトがオートサンダルのような超小型車においてそもそも有利であったのかも不明である。操縦性を考慮した自覚的な配置と言うより、フリクション変速機の構造的制約（かさばってスペースを取る）によるやむを得ないレイアウトだった。
オートサンダルはFS型・FN型とも前後輪を単純な縦置き半楕円リーフスプリングで支持していたことがカタログ側面図からわかるが、懸架方式について言及・検証した文献は見られない。非駆動輪の前輪は固定車軸とみられるものの、後輪については独立懸架もしくはド・ディオンアクスルであった可能性もある。
FS型の駆動系は、出力側フリクションディスクから左横方向にシャフトを引き出し、スプロケットを介してローラーチェーンで前方のディファレンシャル・ギアに動力を伝達する構造で、そこからハーフシャフトが出ており、ジョイントを介して後輪を駆動している（右シャフトはフリクションディスクユニットの真下を通る）。この場合、リーフスプリングとは別にトレーリングもしくはリーディングアームを設けて左右の後車輪を位置決めするなら独立懸架にできたが、むしろ縦置きリーフスプリングのみで駆動シャフトとは別の車軸を支持するド・ディオンアクスルの方が技術的に容易である。
続いて2速手動変速機仕様の「FN型」が追加された。こちらはホイールベースをそのまま、シャーシを前後オーバーハングで合計110 mm延長、座席位置を後車軸寄りにずらし、エンジン搭載位置を車体後端とした一般的なリアエンジン式で、車重は407 kgに増えたが最高速度は50 km/hに向上した（もっともこの最高速度もあくまでカタログスペックである）。
FS、FNは併売されていた模様で、実際にそうであれば日本初の「同シリーズ車におけるマニュアル車とオートマチック車（セミ・オートマチック車）の併売」であったことにもなる。1953（昭和28）年型からは手動変速機を3速化したとされるが、現存する唯一のFN型は1952（昭和27）年式ながら3速式で、これまた少量生産ゆえの仕様ぶれと言える。
当時のカタログには、リッターあたり25 kmという経済性、取扱・修繕容易という特徴に加え、「200 kg積載」「箱根、鈴鹿を楽々と越える」という楽天的な売り文句が掲載されていた。空車でオートサンダルとほぼ同程度の車重（385 kg）があり、エンジン出力は3倍の16 PSあった1958年（昭和33年）のスバル・360ですら、急勾配をオーバーヒートなしに登坂できるまでには多くの困難があったことを考えると、果たしてどれほど信頼に値する惹句であったかは甚だ疑問である。
またカタログには様々な派生車種が掲載された。基本型の2座オープンである「ロードスター・ロリー」のほか、「ピックアップ」「トラック」「ジープ」「4座セダン」など多彩な内容であったが、「ロリー」以外の派生型については実際に製造されたかすら不明である。ただし、4座モデルは実際に写真が残っており、一見するとオープン2シーターだが、普通であればトランクである場所に2シートスペースが設けられていた。この4座モデルがFS・FN型のバリエーションであったのか、後述する前輪駆動のFN-L型ベースであったのかは定かではない。
1954年（昭和29年）にはフルモデルチェンジが計画され、新型「FN-L型」は前輪駆動となる予定であった。同時にエンジンも変更され、前車軸前方に縦置きオーバーハング搭載される新型エンジンは、水冷2ストローク・直列2気筒238 cc・10 HP/5,000 rpmを公称していた（社内製かエンジンメーカー製かは不明）。排気量が小さくなったのは、当時の軽自動車規格が2ストロークエンジンだと240 cc以下に制限されていたからである。セルフスターターも装備された。
残されたカタログによれば、新モデルの2ストロークエンジンはガソリンと2ストロークオイルの混合を配管上で行う分離給油仕様（後発の軽自動車メーカーより10年近く進んでいた）で、旧FN型同様に2座・3段手動変速が基本だが、最大積載量250 kg、最高速度70 km/hを公称しており、後発の日本自動車工業が製作した「NJ号」に匹敵するスペックであった（しかし車重は400 kgと重く、多分に現実味の薄い数値であった）。全長2,810 mm、ホイールベース1,570 mmと大型化されており、シャーシは引き続きボディと別で、前後車軸とも縦置きリーフスプリング支持の固定軸を持つ（カタログ平面図から判別される）が、前輪駆動の構造制約上から「特許」を称する「自由関節ドライブ」を装備することがカタログに書かれており、前輪ド・ディオンアクスルであった可能性がある（ド・ディオン式の前車軸を持つ前輪駆動車は、1930年代以前の前輪駆動車黎明期にいくつかの先例がある）。
しかしこの前輪駆動モデルは、試作車のみで量産されなかったものと考えられている。カタログ写真およびシャーシ平面図では左ハンドル仕様となっていたが、その意図も不明である。結局オートサンダルは、リアエンジン型がわずかに196台製造されたのみだった（200台以上とする文献もある）。
2025年（令和7年）現在、福岡県久留米市の旧車販売業者「セピアコレクション」が保有するFS型とFN型各1台の現存が確認されている。このうち、FS型は現存する個体がこの1台のみといわれており、テレビ東京の番組「開運!なんでも鑑定団」2024年8月13日放送分にも出品された（鑑定額は350万円）。
現在の道路交通法上では小型特殊自動車と扱われ、公道での最高速度は15km/hに制限されている。

## 歴史
- 1950年（昭和25年）から1951年（昭和26年）にかけ、名古屋市昭和区小針町の中野自動車工業にて試作車開発
- 1952年（昭和27年） - 中野自動車が母体となって「オートサンダル軽自動車製造株式会社」設立（のち正確な時期は不明ながら「日本オートサンダル自動車」に社名変更）
- 1953年（昭和28年） - 本格的にオートサンダルの生産を開始する
- 1954年（昭和29年） - オートサンダル車を約200台生産した後に、生産・活動を終了する。以後の企業消息は不明である。
  - 1959年（昭和34年）に、旧・日本オートサンダル自動車と同一所在地の「名発自動車工業」が「ポピュラーN4」という特異な形状の軽乗用車を発表したが、量産されずに終わった。この会社が後身とも思われるが、詳細は分かっていない。